# Doni Tondo
Doni Tondo lub Święta Rodzina z małym św. Janem – jedyny obraz tablicowy namalowany przez włoskiego malarza, rzeźbiarza, poetę i architekta epoki odrodzenia Michała Anioła.

## Historia powstania obrazu
Obraz został namalowany na zlecenie przyjaciela Michała Anioła, Agnolo Doni, podczas jego pobytu we Florencji. Nie jest znana dokładna data powstania dzieła. Utrzymuje się, iż obraz został namalowany z okazji zaślubin Angolo Doni z Maddaleną Strozzi (jej herb widoczny jest na obramowaniu) w 1504 roku (małżonków Agnola i Maddalenę Doni znamy również z portretów wykonanych przez Rafaela). Za tym faktem przemawia ukazanie sceny przekazania Dzieciątka co może być aluzją do nazwiska zleceniodawcy – doni po włosku może oznaczać: ten, który daje.
Tematyka obrazu, nawiązująca do chrztu, według innych badaczy sztuki jest podstawą do interpretowania innej daty – 1507. W roku tym urodziła się córka Donich – Maria i została ochrzczona 8 września 1507 roku. Obraz miał być namalowany z okazji tego święta rodzinnego.

## Tematyka i interpretacja obrazu

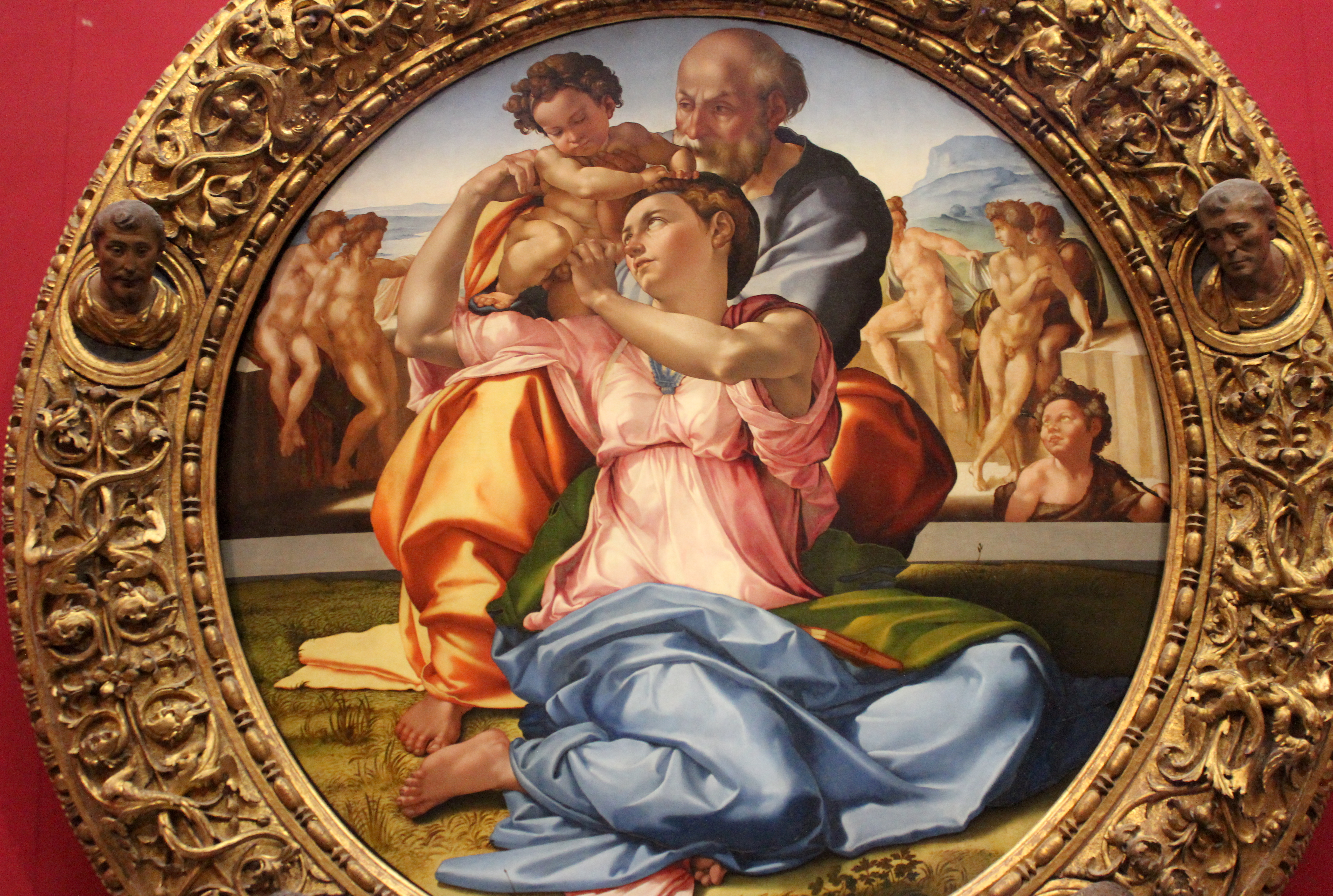
Święta Rodzina z małym świętym Janem, Tondo Doni

Obraz został wkomponowany w kolisty kształt płótna i przedstawia Świętą Rodzinę w scenie chrztu małego Jezusa. Matka Boska ukazana została na pierwszym planie w nietypowej skręconej pozie w kierunku Dzieciątka podawanego przez jej ramię z rąk Józefa. Fakt, iż Dzieciątko jest podawane matce, a nie odwrotnie, ma swoje potwierdzenie w pozie małego Jezusa – jego zwrócona głowa w kierunku matki, jego wychylenie ciała ku przodowi i stopka spierająca się na jej ramieniu. Twarz Marii jest uderzająco podobna do wizerunku twarzy na portrecie Magdaleny Strozzi. Święty Józef góruje nad grupą postaci co nasuwa skojarzenie z innym dziełem Michała Anioła powstałym kilka lat później Złożeniem do grobu, gdzie starzec podtrzymuje ciało Chrystusa. Scena nawiązuje do ikonografii Pietas Patris, gdzie Bóg opłakuje Syna i przyjmuje go do siebie. Twarze obu postaci są do siebie bardzo podobne, co może sugerować, iż św. Józef jest tu personifikacją Boga Ojca pierwotnie oddającego Syna dla odkupienia grzechu, a następnie (w Złożeniu do grobu) przyjmuje go na powrót. Uzupełnieniem tej alegorii jest usadzenie Syna po swojej prawicy na tej samej wysokości. Ruch na obrazie odbywający się z góry na dół – przekazanie Dzieciątka matce, a następnie zwrócenie wzroku na czerwoną księgę spoczywająca na kolanach, będącą Pismem Świętym (zwanym również Księgą Życia), oraz przedstawienie sceny w kole będącym symbolem Boga, nasuwa skojarzenie z frazą z prologu do Ewangelii św. Jana (1,14) Słowo stało się ciałem i zamieszkało wśród nas. I oglądaliśmy Jego chwałę, chwałę, jaką Jednorodzony otrzymuje od Ojca.
Układ obrazu dzieli go na dwa trójkąty połączone wierzchołkami w środku sceny. Górny wytyczony jest z jednej strony ramionami Józefa i bokiem Maryi oraz Dzieciątka, z drugiej rozszerzającego się ku niebu. Trójkąt drugi wpisany jest od bioder Maryi i jej nóg w stronę ziemi. Układ taki przypomina klepsydrę co symbolizować ma upływający czas.
W tle za głównymi postaciami oddzielonymi murkiem, znajdują się nagie postacie neofitów prawdopodobnie przygotowujących się do chrztu. Pomiędzy nimi widoczna jest postać małego Jana Chrzciciela, spoglądającego na małego Jezusa. Nagie atletyczne postacie nawiązują do antycznych rzeźb, co z kolei symbolizuje erę pogańską. Murek oddzielający symbolizuje oddzielenie świata pogańskiego od nadchodzących zmian niesionych przez Zbawiciela. Symbolem zbawienia jest tu również św Jan.
Kompozycja i poskręcane ciała są zapowiedzią manieryzmu.